# 5-Hydroxypentanal
5-Hydroxypentanal ist eine chemische Verbindung aus der Gruppe der Hydroxyaldehyde.

## Gewinnung und Darstellung
5-Hydroxypentanal kann durch Reaktion von 2,3-Dihydropyran mit Salzsäure gewonnen werden.

## Eigenschaften
5-Hydroxypentanal ist eine farblose Flüssigkeit.

## Verwendung
5-Hydroxypentanal kann zur Herstellung anderer chemischer Verbindungen wie 5-Amino-1-pentanol verwendet werden.